# La selva esmaragda
La selva esmaragda (títol original en anglès The Emerald Forest) és una pel·lícula britànica dirigida per John Boorman, estrenada el 1985 i doblada al català.

## Argument
Tommy, de 7 anys, és el fill de Bill Markham, un enginyer que ha anat a construir una presa d'aigua en un riu de la selva amazònica. És agafat per una tribu d'indis: els invisibles. Durant deu anys el seu pare el cerca debades, mentre que Tommy és criat per la tribu segons la cultura dels invisibles. Quan rep la iniciació que fa d'ell un home, marxa sol al bosc per tal de buscar-hi esmaragdes. En el transcurs de la seva cerca, troba el seu pare Bill, que ha estat ferit pels feroços, enemics jurats dels Invisibles.
El porta al seu campament, on el bruixot Wanadi el cuida. Una vegada curat, Bill vol tornar portant Tommy amb ell, però aquest refusa i el deixa sol. Tornant al campament, Tommy s'adona que els feroços han capturat les dones del seu poble per intercanviar-los amb els blancs per armes de foc. Amb la resta dels homes de la tribu, intenta alliberar les dones, però es fan matar gairebé tots per les armes de foc dels feroços. Els supervivents demanen al pare de Tommy que els ajudi. Aquest organitza llavors un raid contra els traficants que prostitueixen les dones dels invisibles. Després que Tommy troba la seva dona, Kachiri, el seu pare admet que la construcció de la presa és la font de la devastació del bosc, i pensa fer-la volar. Tommy es quedarà amb la seva dona i el seu poble adoptiu.

## Repartiment
- Powers Boothe: Bill Markham
- Meg Foster: Jean Markham
- Yara Vaneau: Heather, de nen
- William Rodriguez: Tommy, de nen
- Estee Chandler: Heather Markham
- Charley Boorman: Tommy
- Dira Paes: Kachiri
- Eduardo Conde: Werner
- Ariel Coelho: Padre Leduc
- Peter Marinker: Perreira
- Mario Borges: Costa
- Gracindo Júnior: Carlos
- Arthur Muhlenberg: Rico

## Al voltant de la pel·lícula
- El rodatge s'ha desenvolupat a Belém, Rio de Janeiro i São Paulo i a les obres de la Presa de Tucuruí (Pará).
- La pel·lícula és basada en una història verdadera, llegida pel guionista Rospo Pallenberg al Los Angeles Times, la d'un enginyer peruà el fill del qual havia estat segrestat per indis.
- Charley Boorman, que interpreta Tommy, el fill de Bill Markham, és el fill del cineasta.

## Nominacions
La pel·lícula va estar nominada als següents premis:
- BAFTA a la millor música 1986
- BAFTA a la millor fotografia 1986
- BAFTA al millor maquillatge i perruqueria 1986
- César al millor cartell (Zorane Jovanovic) el 1986